# موهیندر سینق جیل
موهیندر سینق جیل (انگلیسی: Mohinder Singh Gill؛ زادهٔ ۱۲ آوریل ۱۹۴۷) ورزشکار دو و میدانی اهل هند است و در رشته پرش سه گام نیز فعالیت دارد.وی زاده هندوستان است اما در آمریکا ، ایالت کالیفرنیا زندگی میکند.